# Bratkowszczyzna
Bratkowszczyzna – część wsi Rudniki w Polsce, położona w województwie świętokrzyskim, w powiecie opatowskim, w  gminie Baćkowice.
W latach 1975–1998 Bratkowszczyzna administracyjnie należała do województwa tarnobrzeskiego.